# 6088 Hoshigakubo
6088 Hoshigakubo este un asteroid din centura principală de asteroizi.

## Descriere
6088 Hoshigakubo este un asteroid din centura principală de asteroizi. A fost descoperit pe 18 octombrie 1988 la Geisei de Tsutomu Seki. El prezintă o orbită caracterizată de o semiaxă mare de 3,09 ua, o excentricitate de 0,12 și o înclinație de 3,8° în raport cu ecliptica.